# Yogi Bear & Friends in the Greed Monster
Yogi Bear & Friends in the Greed Monster is een computerspel dat ontwikkeld werd door Twilight Games voor de Amstrad CPC, Amiga, Atari 8 bit-familie, Atari ST, Commodore 64 en de ZX Spectrum. Het Engelstalige adventurespel werd uitgebracht door Hi-Tec Software in 1990. 